# Jan Jarkowski (inżynier)
Jan Tadeusz Julian Jarkowski, herbu Korczak, znany także jako Iwan Osipowicz Jarkowski, ros. Иван Осипович Ярковский (ur. 24 maja 1844 w Oświei, zm. 22 stycznia 1902 w Heidelbergu) – polski inżynier technolog, który w 1888 wysunął hipotezę istnienia niewielkiego efektu termicznego zmieniającego orbity obiektów krążących wokół Słońca, znanego jako efekt Jarkowskiego.

## Życiorys
Urodził się na Mińszczyźnie dokąd jego ojciec wyjechał z Warszawy po klęsce powstania listopadowego, za udział w którym utracił tytuł szlachecki. Rodzice zmarli wcześnie i Jarkowski ukończył szkołę wojskową dla sierot, po czym służył w oddziale artylerii na Kaukazie. W pierwszym już roku służby opracował dalmierz artyleryjski swego pomysłu. Ten wynalazek przyniósł mu uznanie przełożonych i wyróżnienie złotym zegarkiem, który wręczył mu osobiście dowódca artylerii kaukaskiej. Ciężko ranny w trakcie walk w Czeczenii nie powrócił już do służby wojskowej. W roku 1866 rozpoczął studia w Instytucie Technologicznym w Petersburgu, gdzie w roku 1870 uzyskał tytuł inżyniera. W 1872 po otrzymaniu stypendium Instytutu Technologicznego odbył w celu pogłębienia wiedzy podróż po Europie Zachodniej. Od 1873 do 1894 pracował w towarzystwie kolejowym linii Moskwa-Brześć, mieszkając kolejno w Mińsku, Smoleńsku i Moskwie. Przez ponad 20 lat pełnił naczelnika warsztatów głównych tej kolei w Moskwie. Potem był naczelnym dyrektorem newskich zakładów mechanicznych w Petersburgu (1894-1898) i zastępcą naczelnego dyrektora akcyjnego towarzystwa fabryk Malcewa w guberni orłowskiej (1898-1901).
Był czynny na polu wynalazczości technicznej. Interesował się szczególnie technologią paliw i metali. Pierwszy zastosował opał ropą naftową w piecach spawalniczych w fabryce braci Goujon w Moskwie; budował własnego pomysłu piece do spalania ekskrementów, przydatne dla fabryk w miastach nie mających kanalizacji; zbudował i opatentował nową parową maszynę rotacyjną; skonstruował własnego pomysłu przyrząd do badania smarów i wykonał za jego pomocą liczne próby i doświadczenia. W końcu lat 80. XIX wieku podjął problematykę rodzącej się techniki lotniczej. W 1889 r. przeprowadził w Moskwie fundamentalne eksperymenty badając opory i siłę ciągu śmigieł lotniczych. O randze prowadzonych przez niego badań świadczyć może i to, że ich wyniki prezentowano również na IV Międzynarodowym Zjeździe Naukowej Komisji Żeglugi Powietrznej w Petersburgu (16- 22.08.1904 r.). W roku 1885 został członkiem, a w 1889 prezesem Rosyjskiego Towarzystwa Technologicznego. Najbardziej znaczącą jego pracą okazało się studium kosmologiczne, które wydał najpierw w jęz. francuskim, pt. Hypothese cinematique de la gravitation universelle en connection avec la formation des elements chimiques (Paris 1888), które rozesłane do wielu uczonych europejskich spotkało się z pozytywnym  przyjęciem i zainteresowaniem. Wysunął w niej hipotezę istnienia niewielkiego efektu termicznego zmieniającego orbity obiektów krążących wokół Słońca, znanego jako efekt Jarkowskiego. W 1889 wydał w języku rosyjskim jej rozszerzoną i pogłębioną wersję pt. Всемирное тяготение как следствие образования весомой материи внутри небесных тел [Atrakcja we wszechświecie jako skutek formowania się materii ważkiej wewnątrz ciał niebieskich] (Санкт-Петербург 1889). Swoje rozważania rozwijał na ten temat w następnych pracach: Новый взгляд на причины метеорологических явлений [Pogląd nowy na przyczyny zjawisk meteorologicznych] (Санкт-Петербург 1891) i Строение материи и молекулярные силы [Budowa materii i siły molekularnej] (Санкт-Петербург 1894). 
W roku 1901 z powodu złego stanu zdrowia wyjechał do Badenweiler. Zmarł w roku 1902 w Heidelbergu na chorobę nowotworową (mięsaka). Pochowany został na tamtejszym cmentarzu. We wspomnieniu pośmiertnym zamieszczonym w "Przeglądzie Technicznym" w 1902 roku tak go scharakteryzowano: z usposobienia żywy i energiczny, a przy tym uczynny i serdeczny, umiał pozyskać prawdziwą przyjaźń tych co j go znali (...) obdarzony od natury niepospolitymi zdolnościami i usposobieniem czynnym, pozostawił ślady swej działalności zarówno w dziedzinie pomysłów technicznych, jako też w piśmiennictwie.

### Wyróżnienia
W uznaniu jego pracy jedną z planetoid nazwano (35334) Yarkovsky.

## Życie prywatne
Urodził się w rodzinie ziemiańskiej syn powstańca listopadowego Józefa. Mąż Heleny z Szendzikowskich (zm. 1919). Mieli dwie córki - Kazimierę (1878- 1906), żonę inż. technologa Aleksandra Jaronia (1875-1935) i Helenę (1882-1920), która po śmierci siostry wyszła za szwagra i zamieszkała z nim w Tallinie oraz czterech synów: absolwenta Instytutu Technologicznego w Petersburgu (IT) a potem księdza - Aleksandra (1874-1918), absolwenta i wykładowcę IT, pioniera lotnictwa w Rosji - Witolda (1875-1918) inżyniera chemika, wykładowcę IT Władysława (zm. 1920) oraz lekarza, wybitnego neurochirurga Jana (1880-1929). Archiwa osobowe Jarkowskiego zostały zniszczone podczas powstania w getcie warszawskim, co jest jednym z powodów małej ilości źródeł dotyczących tego naukowca.

## Literatura
- Julian Samujłło, Jarkowski Jan (1844-1902), Polski Słownik Biograficzny, t. 10, Wrocław-Warszawa-Kraków 1962-1964, s. 619-620